# From Beyond (musikalbum)
From Beyond är det amerikanska death metal-bandet Massacres debutalbum, som gavs ut juli 1991 av Earache Records.

## Låtförteckning
1. "Dawn of Eternity" – 5:12
2. "Cryptic Realms" – 4:52
3. "Biohazard" – 4:41
4. "Chamber of Ages" – 4:50
5. "From Beyond" – 4:28
6. "Defeat Remains" – 4:17
7. "Succubus" – 3:02
8. "Symbolic Immortality" – 3:39
9. "Corpsegrinder" – 3:19

- Text: Kam Lee (spår 1–8), Rick Rozz (spår 9)
- Musik: Rick Rozz

## Medverkande
Musiker (Massacre-medlemmar)
- Kam Lee – sång
- Terry Butler – basgitarr
- Rick Rozz – gitarr
- Bill Andrews – trummor

Bidragande musiker
- Walter Trachsler – rytmgitarr

Produktion
- Colin Richardson – producent
- Massacre – producent
- Scott Burns – ljudtekniker
- Jonathan Barry – omslagsdesign
- Edward J. Repka – omslagskonst
- Chris Helton – foto